# Adrián Solano
Adrián Solano (ur. 21 października 1994 w Maracay) – wenezuelski biegacz narciarski, uczestnik Mistrzostw Świata w Narciarstwie Klasycznym 2017 w Lahti.

## Udział w Mistrzostwach Świata 2017
Miesiąc przed mistrzostwami Adrián Solano miał rozpocząć trening w Szwecji, został jednak zatrzymany przez policję na lotnisku we Francji, gdyż został wzięty za nielegalnego imigranta.
Na mistrzostwach zadebiutował 22 lutego 2017, w biegu kwalifikacyjnym na 10 km stylem klasycznym. Zawodnik prezentował bardzo słabą technikę, wielokrotnie przewracając się. Ostatecznie zszedł z trasy po 55 minutach, pokonując około połowy dystansu.
Dzień później zawodnik wystąpił w eliminacjach sprintu stylem dowolnym. W tym biegu również wielokrotnie się przewracał, zdołał jednak ukończyć bieg. Zajął w eliminacjach ostatnie, 156. miejsce z czasem 13:49,33. Dla porównania, zwycięzca eliminacji (Siergiej Ustiugow) osiągnął czas 3:11,72, a przedostatni zawodnik (również Wenezuelczyk, Donato Agostinelli) osiągnął czas 8:38,04.

## Osiągnięcia

### Mistrzostwa świata
| Miejsce | Dzień     | Rok  | Miejscowość | Konkurencja            | Czas biegu | Strata    | Zwycięzca           |
| ------- | --------- | ---- | ----------- | ---------------------- | ---------- | --------- | ------------------- |
| 156.    | 23 lutego | 2017 | Lahti       | Sprint stylem dowolnym | 3:11,72    | +10:37,61 | Federico Pellegrino |